# Nemichthys curvirostris
Nemichthys curvirostris is een straalvinnige vissensoort uit de familie van langbekalen (Nemichthyidae). De wetenschappelijke naam van de soort is voor het eerst geldig gepubliceerd in 1896 door Strömman.